# Вильхельмсон-Сильвен, Тинне
Тинне Вильхельмсон-Сильвен (нидерл. Jozeph Johannes Gerardus Marinus «Jos» Lansink; род. 12 июля 1967, Стокгольм) — шведская наездница, бронзовый призёр чемпионатов Европы, серебряный призёр Кубка мира 2016 года в Гётеборге, участница семи Олимпиад.

## Карьера
Первой Олимпиадой, в которой участвовала Вильхельмсон, была летняя Олимпиада 1992 года в Барселоне. Она выступала в выездке на лошади по кличке Каприз и заняла 18-е место в личном зачёте, а команда Швеции заняла 4-е место.
На следующей Олимпиаде в Атланте Вильхельмсон снова выступала на Капризе. На это раз она выступила хуже, чем на предыдущей Олимпиаде: 37-й результат в личном зачёте и 5-е общекомандное место.
На Олимпиаду 2000 года в Сиднее Вильхельмсон приехала со своей новой лошадью по кличке Цезарь. Результат её личного выступления стал лучше (25-е место), но команда выступила хуже (9-е место).
В Афинах на Олимпиаде 2004 года она снова выступала на новой лошади по кличке Просто Мики, с которой она заняла 29-е место. Команда Швеции стала 6-й.
На пекинской Олимпиаде 2008 года у Вильхельмсон была лошадь по кличке Солос Карекс, на которой Тинне заняла 12-е место, а команда едва не попала в призёры Олимпиады, став 4-й.
В Лондон для участия в летней Олимпиаде 2012 года Вильхельмсон приехала с лошадью Дон Ауриэло. Тинне заняла 11-е место в личном зачёте. Команда Швеции стала 5-й.
На своей последней Олимпиаде 2016 года в Рио-де-Жанейро Вильхельмсон снова выступала на Доне Ауриэло. На этой Олимпиаде Тинне показала свой лучший результат за всё время участия в Олимпиадах — 8-е место. В командном зачёте команда Швеции заняла 5-е место.